# グッバイ・マザー
『グッバイ・マザー』（原題：애자）は、2009年9月9日公開の韓国映画。
チェ・ガンヒとキム・ヨンエの共演で娘と母親の深い愛を描いた作品。

## ストーリー
高校時代に“釜山のトルストイ”として地元では広く知られていたパク・エジャ（チェ・ガンヒ）、29歳。
彼女は、小説家の夢を抱いて釜山からソウルへ上京する。
しかし、現実は甘くなく、地方新聞の当選経歴があるだけでパッとせず。私生活もお粗末なもので、借金を山のように抱え、ボーイフレンドのチョルミン（ペ・スビン）は浮気ばかりして始末に終えない。そんなエジャを女手ひとつで育てたのが母チェ・ヨンヒ（キム・ヨンエ）。ヨンヒは娘のエジャと事あるごとにぶつかり合っていた。
ある日、ヨンヒが突然倒れ、エジャは病院に駆けつける。エジャは、その病院で驚くべき事実を知らされる 。

## キャスト
| 役名                     | 俳優             | 役どころ               |
| ------------------------ | ---------------- | ---------------------- |
| パク・エジャ             | チェ・ガンヒ     | ライター               |
| チェ・ヨンヒ             | キム・ヨンエ     | エジャの母             |
| チョルミン               | ペ・スビン       | ホームショッピングＰＤ |
| ユン・ドンパル           | チェ・イルファ   | 医者                   |
| チャガルチ市場のおばさん | ソン・ビョンスク |                        |
| ヒョンジン               | サ・ヒョンジン   | エジャの友人           |
| パク・ミンソク           | キム・ジェマン   | エジャの兄             |
| スニョン                 | ソン・ミンジ     | ミンソクの妻           |
| 京郷日報編集長           | チャン・ヨンナム |                        |
| ホジョン                 | キム・シウン     | エジャの友人           |
| ヒョリ                   | キム・シヨン     | エジャの友人           |
| チョンア                 | ユン・ジュヨン   | エジャの友人           |

## スタッフ
- 監督/脚本：チョン・ギフン
- 製作：キム・サンミン
- 撮影：パク・ヨンス
- 音楽：キム・ジュンソク/チョン・セリン